# 심심풀이 로맨스
《심심풀이 로맨스》는 2002년 5월 31일에 MBC에서 방영한 베스트극장이다.

## 등장 인물

### 주요 인물
- 김정난 : 정은 역
- 오지호 : 형철 역
- 윤동환 : 민섭 역 - 정은의 남편

### 그 외 인물
- 정호근 : 형사 역
- 김윤희 : 혜란 역 - 형철의 아내
- 이영미

## 편성 변경
- 금요일 오후 11시 30분에 방송됨.